# Itabaiana (Paraíba)
Pour les articles homonymes, voir Itabaiana.
Itabaiana est une ville brésilienne de l'est de l'État de la Paraíba.
Sa population était estimée à 30 278 habitants en 2006. La municipalité s'étend sur 219 km2.